# آبشار بریدال ویل (بریتیش کلمبیا)
آبشار بریدال ویل (بریتیش کلمبیا) (به انگلیسی: Bridal Veil Falls Provincial Park ) آبشاری است که در بریتیش کلمبیا، کانادا واقع شده و ارتفاع کلی ریزشگاه آن ۱۲۲ متر (۴۰۰٫۲۶ فوت) است.